# Paul Gutty
Paul Gutty (Lió, Roine, 4 de novembre de 1942 - Oingt, Roine, 27 d'agost de 2006) va ser un ciclista francès, professional entre 1968 i 1971.
L'any 1970, va guanyar el Campionat de França en ruta però va ser desposseït per donar positiu en dopatge.

## Palmarès
- 1965
  - 1r al Gran Premi d'Antibes
  - 1r a la Fletxa lionesa
- 1966
  - 1r a Massiac
- 1967
  - 1r al Tour de Corrèze
  - 1r a la Fletxa lionesa
  - Vencedor d'una etapa del Tour du Morbihan
  - 1r a Plessala
  - 1r al Gran Premi de Saint Tropez
  - 1r al Polymultipliée lyonnaise
- 1969
  - 1r al Tour del Llemosí
- 1970
  - 1r al Gran Premi de Canes
  - 1r a la Ronda de Montauroux

### Resultats al Tour de França
- 1969. 17è de la classificació general